# Peace (ros)
Peace är en tehybridros och en av historiens mest framgångsrika rosenkultivarer.

## Namn
Rosens officiella registreringsnamn är Peace enligt American Rose Society som är internationellt sortregistreringsorgan för växtsläktet Rosa. Släktnamnet och registreringsnamnet bildar tillsammans det vetenskapliga kultivarnamnet Rosa ’Peace’. De registrerade officiella synonymerna är ”Mme A. Meilland”, ”Gloria Dei” och ”Gioia”. Skaparen Francis Meilland kallade först rosen ”Mme (Madamme) A. Meilland” efter sin mor. ”Gloria Dei” och ”Gioia” är handelsnamn för de tyska och italienska marknaderna.

## Ursprung och introduktion
Francis Meilland utförde pollineringen som skapade Peace 1935. Föräldraskapet är:
[((George Dickson × Souv. de Claudius Pernet) × (Joanna Hill × Charles P. Kilham)) × Margaret McGredy]
Notationen uttydes som att 
- George Dickson och Souv. de Claudius Pernet gav upphov till namnlös fröplanta nummer 1.
- Joanna Hill och Charles P. Kilham gav upphov till namnlös fröplanta nummer 2.
- Namnlös fröplanta nummer 1 och Namnlös fröplanta nummer 2 gav upphov till namnlös fröplanta nummer 3.
- Namnlös fröplanta nummer 3 och Margaret McGredy gav upphov till Peace.

Under andra världskriget förökade Francis Meilland den nya sorten och spred den utanför Frankrike.
Peace introducerades 1942 i Frankrike som Mme A. Meilland. Det stora genombrottet kom när den introducerades i Förenta staterna fredsåret 1945 som Peace. Rosen gavs till de 49 delegaterna som bildade Förenta nationerna i San Francisco 1945.

## Beskrivning
Peace har stora, gula blommor med kronbladen kantade i rosa. Den är en kraftig buske, kanske på grund av anlag ärvda från Rosa lutea. Den har svag doft.

## Betydelse
Peace är en världsros, såld i miljoner exemplar, kanske historiens mest framgångsrika rosensort. Den har vunnit många utmärkelser; bland annat blev den den första i Rose Hall of Fame 1976, och utsågs till världens vackraste ros.

## Avkommor
- Chicago Peace är en sport av Peace.[4] Den har mera skär färg i kronbladen.[4]
- Peace är moderplanta till Diorama. Diorama introducerades 1965 av de Ruiter.[4]
- Mischief är en hybrid mellan Peace och Spartan.[4] Den introducerades 1961 av Sam MacGready.[4]
- Michélle Meilland är en hybrid mellan Joanna Hill och Peace.[4] Den introducerades 1945 av Francis Meilland.[4]
- Rose Gaujard är en hybrid mellan Peace och en fröplanta.[4] Den introducerades 1957 av Jean Gaujard.[4]